# 溴化钬
溴化钬是一种无机化合物，化学式为HoBr3。

## 制备及性质
溴化钬可由金属钬、氧化钬或溴化钬的水合物和溴化铵加热反应得到。HoPO4-PBr3-Br2体系的气相转移反应也能制得溴化钬。其六水合物可从溶液中结晶得到。
溴化钬、氧化钬和三氧化钼（或三氧化钨）在高温下反应，可以得到HoBrMoO4（HoBrWO4）。